# Sida acuta
Sida acuta är en malvaväxtart som beskrevs av Nicolaas Laurens Nicolaus Laurent Burman. Sida acuta ingår i släktet sammetsmalvor, och familjen malvaväxter. Inga underarter finns listade i Catalogue of Life.

## Bildgalleri

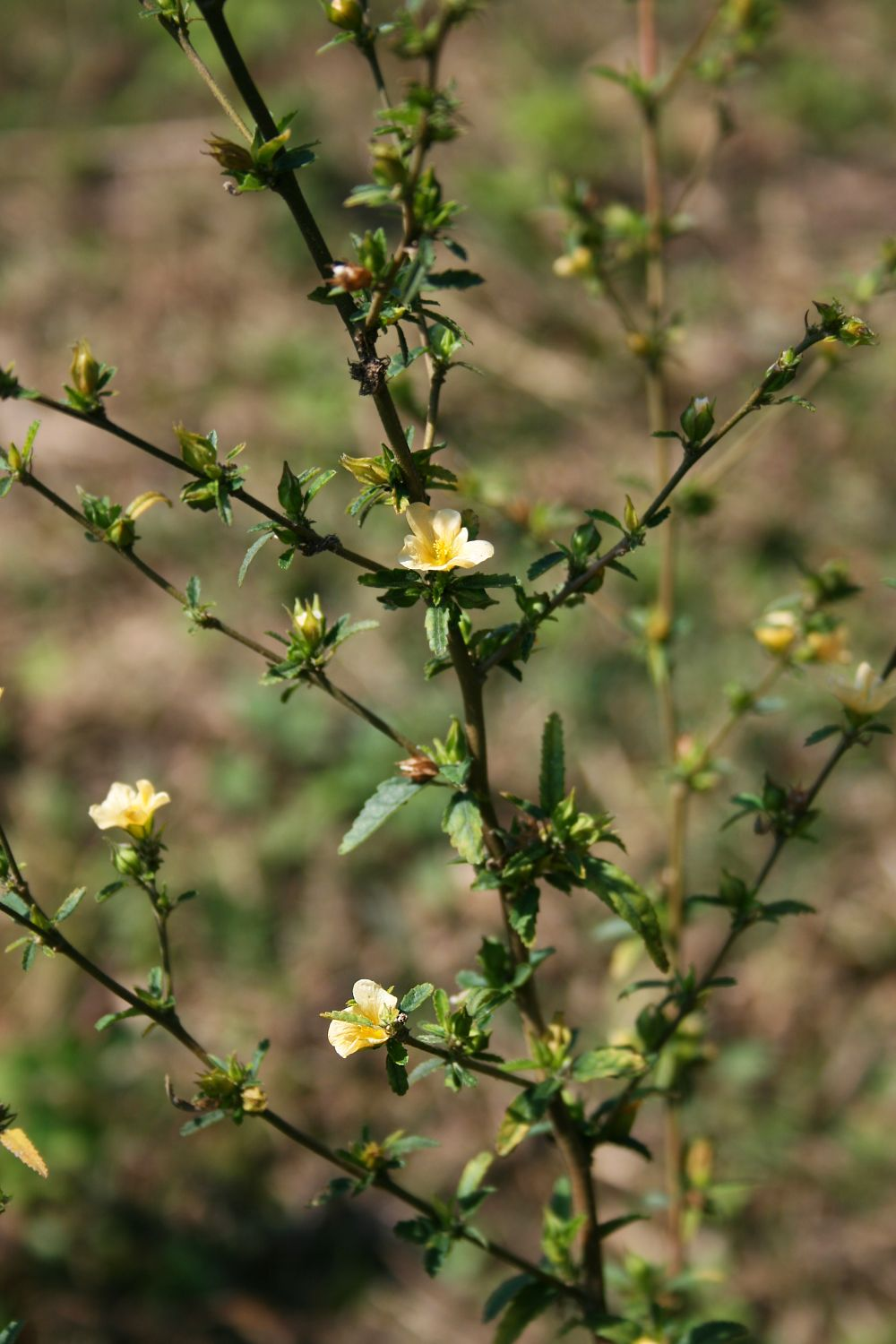
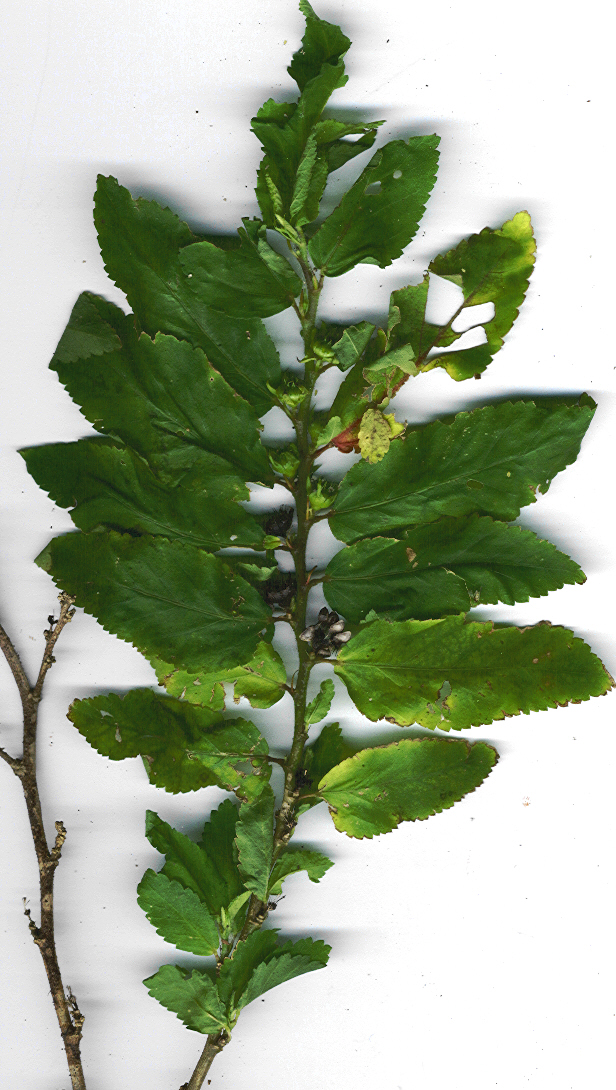
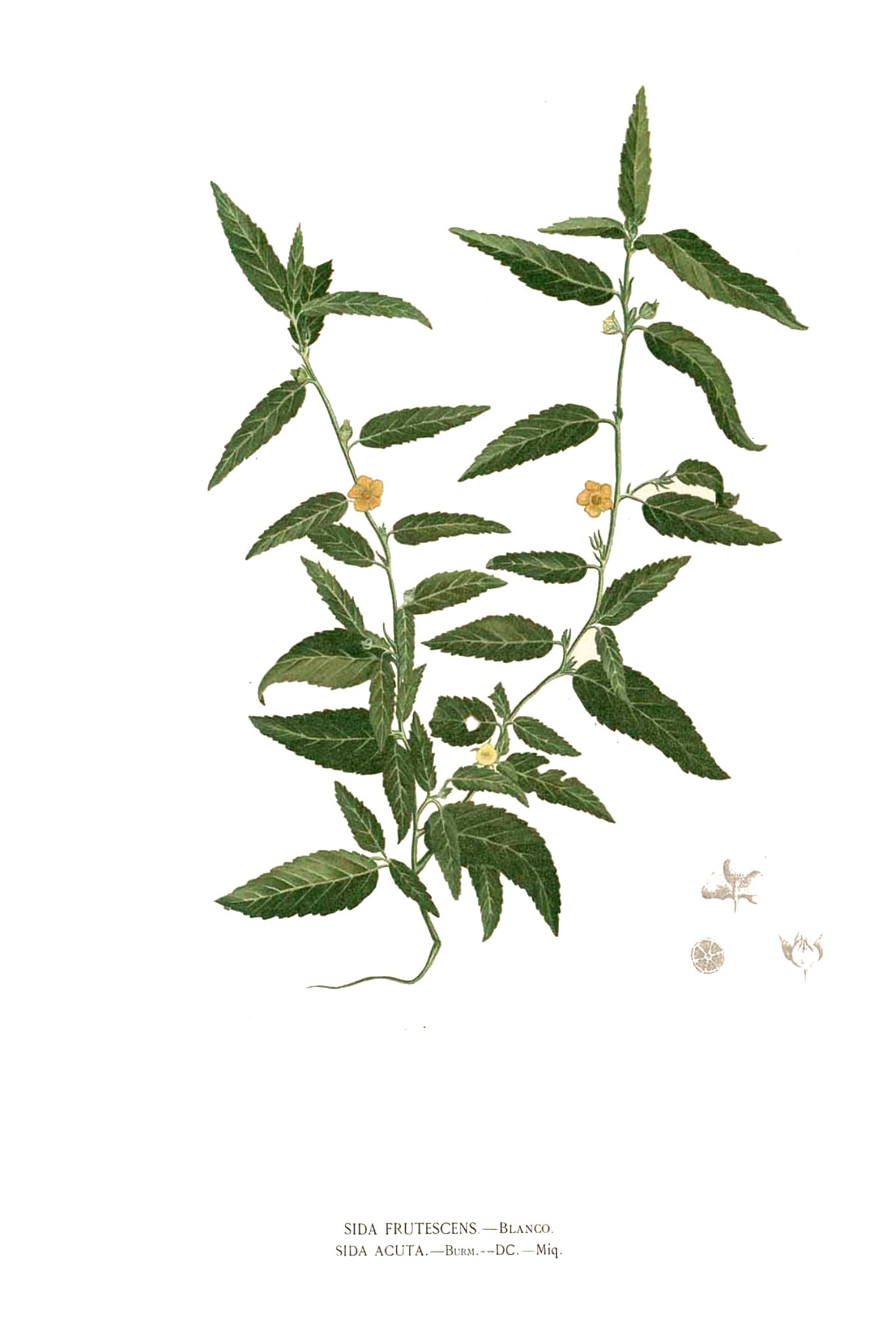
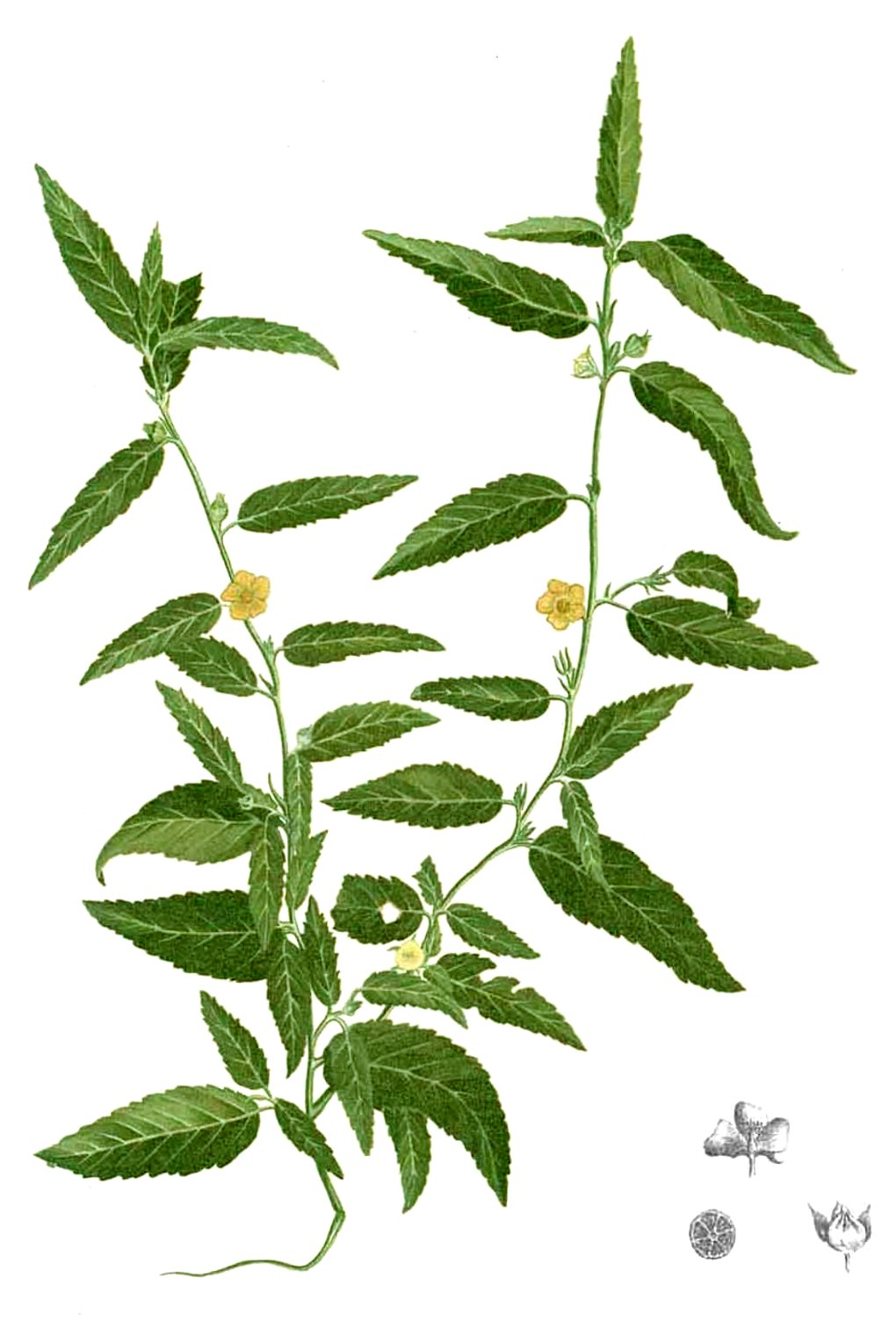
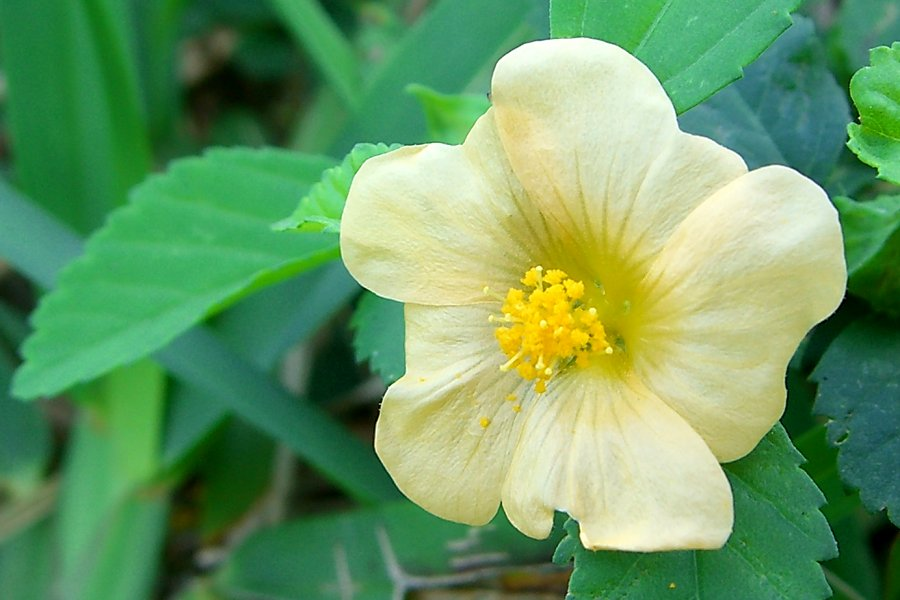